# 訥奧

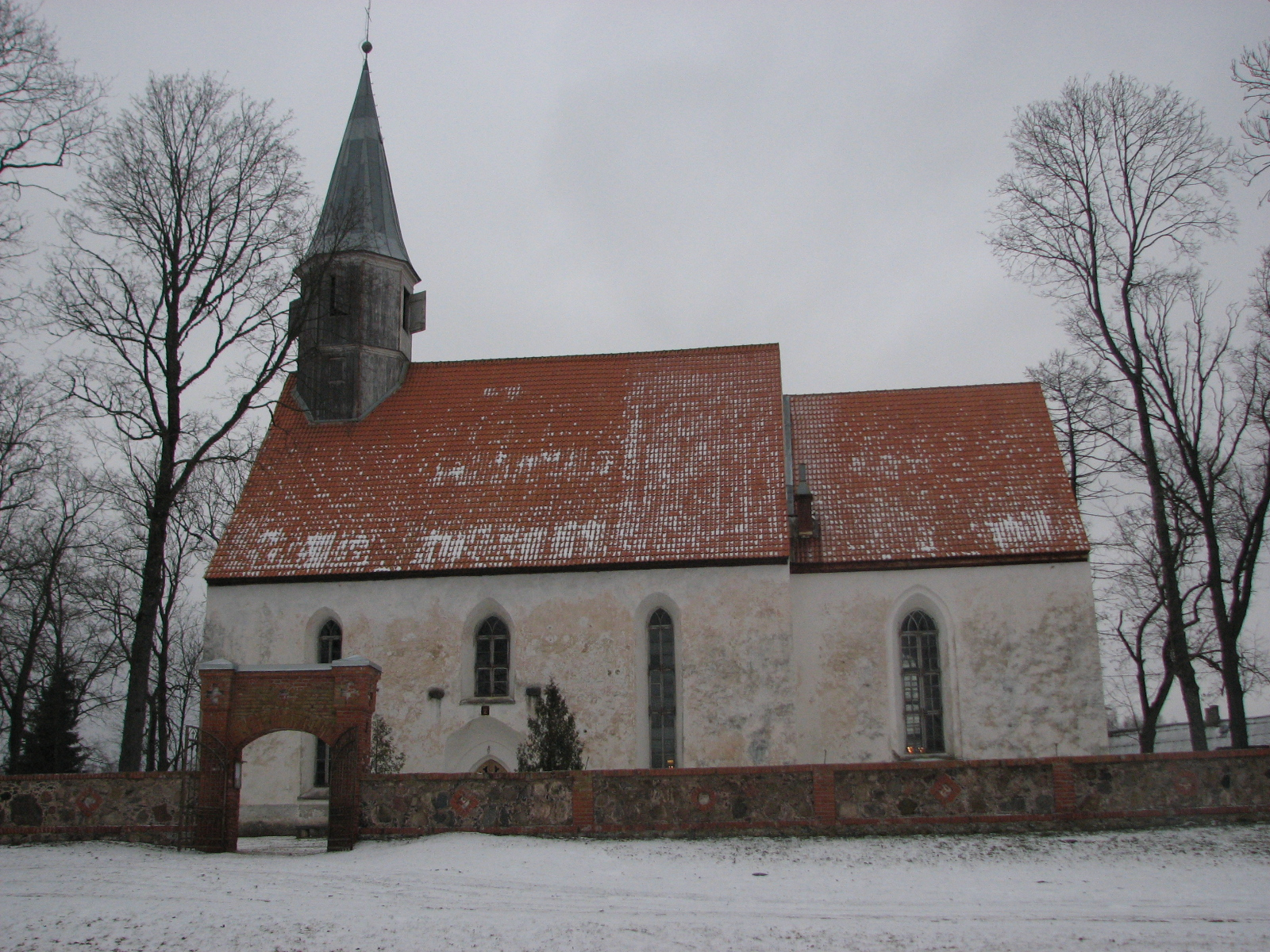
訥奧教堂

訥奧，是愛沙尼亞塔爾圖縣訥奧市鎮的小鎮及其行政中心，位於該國東南部，處於首都塔林東南面170公里，海拔高度61米，2012年該小鎮人口为1,476人。